# Stenostephanus monolophus
Stenostephanus monolophus är en akantusväxtart som först beskrevs av John Donnell Smith, och fick sitt nu gällande namn av T.F. Daniel. Stenostephanus monolophus ingår i släktet Stenostephanus och familjen akantusväxter. Inga underarter finns listade i Catalogue of Life.